# Trpasličí eliptická galaxie
Trpasličí eliptická galaxie je název pro malé eliptické galaxie. Označují se dE, ve skupinách a kupách galaxií jsou velmi časté a běžně doprovází jiné galaxie.

## Příklady
Jednou z nejbližších trpasličích eliptických galaxií je Messier 32, satelit Galaxie v Andromedě. V roce 1944 Walter Baade potvrdil, že trpasličí eliptické galaxie NGC 147 a NGC 185 patří do Místní skupiny galaxií, když v nich rozlišil jednotlivé hvězdy. Rozlišení jednotlivých hvězd v nich je možné pouze díky tomu, že se nachází velmi blízko k Zemi. V roce 1950 byly podobné galaxie nalezeny i v Kupě galaxií v Peci a Kupě galaxií v Panně.

## Porovnání s velkými eliptickými galaxiemi
Trpasličí eliptické galaxie mají modrou absolutní magnitudu v rozsahu -18 až -14, tedy menší než velké eliptické galaxie. Zatímco průběh plošné jasnosti velkých eliptických galaxií je vystižen de Vaucouleursovým zákonem, plošná jasnost dE galaxií klesá exponenciálně. Nicméně oba typy galaxií mohou být popsány obecnějším Sersicovým zákonem a mezi Sersicovým indexem a průběhem jasnosti je jistá souvislost,
což naznačuje, že trpasličí i velké eliptické galaxie patří do stejné posloupnosti. Ještě slabší eliptické galaxie, které se nazývají trpasličí sférické galaxie, se zdají být zcela odlišné.

## Dvě domněnky o vzniku
Trpasličí eliptické galaxie mohou být prvotními objekty z období raného vesmíru. Podle nyní prosazovaného kosmologického modelu ΛCDM se malé objekty tvořené temnou hmotou a plynem tvoří jako první. Vzájemným gravitačním přitahováním se některé z nich spojují a tvoří hmotnější objekty. Dalším spojováním vznikají stále hmotnější objekty.
Předpokládá se, že proces spojování vedl ke vzniku současných galaxií a nazývá se hierarchické spojování. Jestli je tato domněnka správná, jsou trpasličí galaxie stavebními kameny nynějších velkých galaxií.
Druhá domněnka říká, že dE galaxie mohou být pozůstatky málo hmotných spirálních galaxií, které získaly kulový tvar opakovaným gravitačním působením větších galaxií v kupě. Tato postupná změna tvaru galaxií vzájemným působením dostala název "galaxy harassment". Důkaz o této domněnce byl nalezen ve hvězdných discích a spirálních ramenech spirálních galaxií. Podle této domněnky jsou disky a ramena upravenou variantou původního hvězdného disku pozměněné spirální galaxie a podobně jsou malé pozůstatky disků a ramen obsaženy v pozměněných trpasličích galaxiích.